# Angelina Emily Grimké
Pour les articles homonymes, voir Angelina Grimké.
Angelina Emily Grimké Weld, née à Charleston (Caroline du Sud) le 20 février 1805 et morte à Hyde Park (Boston) le 26 octobre 1879, est une personnalité politique américaine, abolitionniste et féministe. En 1838, elle est la première femme à témoigner sur l'esclavage devant une législature américaine, la Cour générale du Massachusetts.

## Biographie

### Enfance
Angelina naît en 1805 à Charleston (Caroline du Sud). Son père, John Faucheraud Grimké, est un juge membre de l'Église épiscopalienne américaine, issu d’une riche famille de planteurs, lui-même possesseur d’esclaves. Elle grandit aux côtés de sa sœur aînée Sarah Grimké. Malgré leur milieu familial esclavagiste, les deux sœurs éprouvent très tôt une répugnance pour cette pratique

### Engagements abolitionniste et suffragiste
Angelina et Sarah Grimké intègrent la communauté religieuse quaker, l’un des mouvements religieux le plus engagé pour l’abolition de l’esclavage dans le Sud des États-Unis, avant de gagner le Nord du pays où l’esclavage a été progressivement aboli. En 1829, Angelina rejoint ainsi sa sœur qui s’était installée à Philadelphie sept ans plus tôt.
La position des deux sœurs se radicalise progressivement : refusant de se contenter d’une abolition progressive de l’esclavage selon le mot d’ordre quaker, elles en viennent à réclamer l’abolition immédiate. En 1835, Angelina écrit une missive abolitionniste qu’elle adresse à William Lloyd Garrison, l’une des figures emblématiques de la lutte contre l’esclavage. Il publie ce courrier dans The Liberator, l’organe de l’American anti-slavery society, en 1836. Cet « Appel aux chrétiennes du Sud » (Appeal to the Christian Women of the South) fait scandale dans le sud du pays. Il est brûlé publiquement en Caroline du Sud et les deux sœurs sont menacées d’être incarcérées en cas de retour dans leur État d’origine.
À partir de cette date, Sarah et Angelina Grimké commencent à contester l’esclavage publiquement. Si les femmes étaient nombreuses au sein du mouvement abolitionniste, elles se voyaient en effet systématiquement refuser l'accès aux lieux où se tenaient les débats qui restaient réservés aux hommes.
Leur renommée atteint son apogée quand Angelina est invitée en 1837 à témoigner devant la Cour générale du Massachusetts pour y présenter une pétition abolitionniste signée par 20 000 femmes : elle devient ainsi la première Américaine à prendre la parole devant une assemblée élue. Angelina publie cette même année une nouvelle missive intitulée « Appeal to the Women of the Nominally Free States », adressée cette fois aux femmes du Nord des États-Unis. En 1838, fortes de cette notoriété, les deux sœurs donnent une série de conférences très remarquées à Boston.
Le 14 mai 1838, Angelina Grimké se marie avec Theodore Dwight Weld, qui partage ses engagements abolitionnistes et suffragistes. Sa santé se dégrade en 1839, la contraignant à abandonner son activité publique. Dans les années 1840, Angelina Grimké, son mari et sa sœur ouvrent une école où les deux sœurs enseignent. Plusieurs personnalités américaines viennent y faire des conférences, notamment Ralph Waldo Emerson, Horace Greeley, et Henry David Thoreau. Cet établissement accueille les enfants de plusieurs militants abolitionnistes, notamment les enfants d’Elizabeth Cady Stanton.

## Vie privée
En 1868, Angelina Grimké découvre fortuitement l'existence de trois neveux métis, que son frère avait eus d'une femme esclave métisse avec laquelle il avait vécu après le décès de sa femme. Ces trois garçons ont été maltraités après la mort de leur père par leur demi-frère qui les avait considérés comme ses esclaves. Angelina Emily Grimké et sa sœur accueillent leurs neveux dans leur famille et s’emploient à recueillir les fonds nécessaires à leur éducation. John, le plus jeune, ne s'intéresse pas aux études et revint dans le Sud pour y vivre auprès de sa mère. Archibald (en) et Francis en revanche sont diplômés de l'université de Lincoln en 1870. Francis James Grimké s'inscrit ensuite au Princeton Theological Seminary dont il obtient le diplôme en 1878. Il est consacré pasteur de l'Église presbytérienne la même année. Les deux frères deviennent des dirigeants de la communauté afro-américaine, impliqués notamment dans la création et la direction de la NAACP.
Sa nièce, Angelina Weld Grimké, fille d'Archibald Grimké, est une poète et enseignante afro-américaine réputée.

## Publications
- Larry Ceplair (dir.), The Public Years of Sarah and Angelina Grimke : Selected Writings 1835 - 1839, New York, Columbia University Press, 1989
- Appeal to the women of the south (1836)
- Appeal to the Women of the Nominally Free States (1837)